# Antigua (Fuerteventura)
Pour les articles homonymes, voir Antigua.
Antigua est une commune de la communauté autonome des Îles Canaries en Espagne. Elle est située à l'est de l'île de Fuerteventura dans la province de Las Palmas.
Antigua est une des communes les plus anciennes de l'île et, au cours du  XIXe siècle, elle fut même pendant quelque temps la capitale de Fuerteventura avant de perdre son statut au profit de Puerto del Rosario.

## Géographie

### Localisation

Localisation de l'île de Fuerteventura dans les Îles Canaries.
Localisation d'Antigua dans l'île de Fuerteventura.

|            | Puerto del Rosario |                  |
| Betancuria | Antigua            | Océan Atlantique |
| Pájara     | Tuineje            |                  |

### Villages de la commune
Entre parenthèses figure le nombre d'habitants de chaque village en 2008.
- Caleta de Fuste (El Castillo) (5 325)
- Antigua (2 261)
- Triquivijate (868)
- Valles de Ortega (654)
- Agua de Bueyes (284)
- Casillas de Morales (323)

## Patrimoine
- Le Centro de Artesanía, un centre d'art et d'artisanat situé à l'intérieur d'un ancien moulin à vent.
- L'église Iglesia de Nuestra Señora de la Antigua (XVIIIe s.)